# Liqueur de café

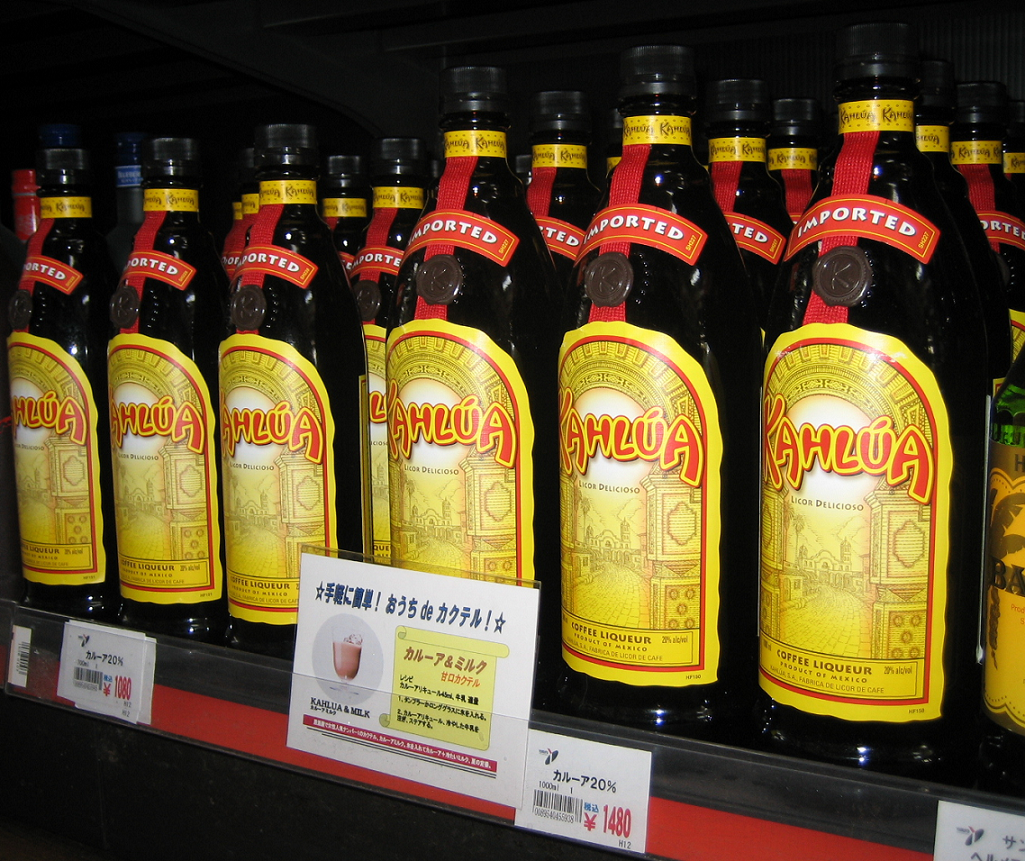
Bouteilles de Kahlúa

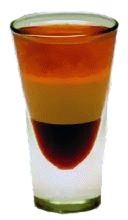
Un cocktail B-52

La liqueur de café est une liqueur à base de café, de sucre et d'eau-de-vie, pouvant être consommée telle quelle, mais aussi utilisée comme ingrédient de dessert ou de cocktail. Elle serait apparue en Jamaïque au XVIIe siècle. En Europe, elle est très populaire en Galice, considérée comme une liqueur traditionnelle.
Elle peut être dégustée avec des glaçons, ou réchauffée et nappée d'un nuage de crème fraiche. Sa consommation est parfois associée à celle d'un cigare. Il en existe de nombreuses variétés, aromatisées de nombreux autres ingrédients, comme la vanille.

## Cocktails utilisant la liqueur de café
- Ami corse (avec du Get 27 et de la Chartreuse)
- B-52 (avec du Baileys et du Grand Marnier)
- Baby Guinness (avec de la crème de whiskey)
- Black jack (avec du whiskey et du triple sec)
- Dizzy dame (avec un brandy ou un cognac, du lait et du kirsch)
- Espresso Martini (avec de la vodka, de l'expresso et du sirop de sucre)
- Irish Coffee (liqueur à base de café dans une tasse de café chaud, puis en recouvrant de crème fouettée et d'une goutte de whiskey irlandais)
- Sicilien (avec un brandy ou cognac, du limoncello et du café)
- White Russian (avec de la vodka et du lait - ou, de préférence, de la crème fraîche liquide) et Black Russian (avec de la vodka seule)

## Quelques marques
- After Diner
- Café Rica
- Cubay
- Caffè Borghetti (it)
- Coïc
- Combier
- Giffard
- Kahlua
- Kamok (Liqueur de café Vendéenne)
- Kamora (en)
- Marie Brizard
- Mokatika
- Monin
- Pause Café (liqueur café vanille au rhum de l'île de la Réunion)
- Rocketcoffee (liqueur suisse)
- Sheridan's (en)
- Starbucks Coffee Liqueur
- Tia Maria